# Златоградски говор
Златоградският говор е български диалекти, явяващ се като преход между родопските и източните рупски говори. Говори се предимно в района на Златоград.

## Характеристики
- Застъпници на стб. ѣ са:
  - пред мека сричка – ê (широко е) и по-рядко ’а (омекчена предходна съгласна и а): врềме, дềте, но и вр’àме, д’àте.
  - пред твърда сричка ’а: д’àдо, хл’àп.
- За разлика от много от околните говори, в златоградския липсва преглас на а след мека съгласна и мека сричка: жàби, чàши
- Развой на стб. ь в е: ден, жèна (жъна).
- Застъпници на стб. ѫ и ѧ са съответно ъ и е: път, зет.
- Акав изговор – a вместо неударено o (но само в предударена сричка): агнѝште (огнище), балѝ (боли), дабрè.

Златоградския диалект се разделя на:
- Златоградски говор – към който се включват самия град, Долен, Ерма река, Старцево и др.
- Тикалско-неделински говор – тук се включват град Неделино, неговите колиби и всички селца от „Тикла“.
- Гърнатски говор – този диалект е характерен само за село Гърнати.